# Onychogomphus schmidti
Onychogomphus schmidti är en trollsländeart som beskrevs av Fraser 1937. Onychogomphus schmidti ingår i släktet Onychogomphus och familjen flodtrollsländor. IUCN kategoriserar arten globalt som livskraftig. Inga underarter finns listade i Catalogue of Life.